# Jonny Craig
Jonathan Monroe Craig (ur. 26 marca 1986) – kanadyjsko-amerykański piosenkarz oraz twórca tekstów. Był głównym wokalistą w zespołach Dance Gavin Dance, Emarosa, Ghost Runner on Third, WesterHALTS i Slaves. Wydał dwa solowe albumu studyjne, dwa mini-albumy oraz jeden album koncertowy. Był także częścią grupy Isles & Glaciers. Śpiewa barytenorem, a jego charakterystyczny śpiew oparty na muzyce soul przyniósł mu duże uznanie.

## Wczesne życie
Urodził się w Minot w Dakocie Północnej. Wśród jego idoli są Boyz II Men i New Found Glory. Był członkiem chóru szkolnego, jednak ostatecznie został z niego wyrzucony. Mówi, że jako dziecko nie potrafił się trzymać z dala od kłopotów oraz że liceum nie było dla niego, dlatego nigdy go nie skończył, skupiając się w pełni na muzyce.

## Kontrowersje
W styczniu 2019 został wyrzucony z zespołu Slaves, którego był współzałożycielem w związku ze swoim uzależnieniem. Nie było to pierwsze wydarzenie tego typu w jego karierze: w 2011 został wyrzucony z zespołu Emarosa, a w 2012 z Dance Gavin Dance.

## Wokalne możliwości i wpływ
Zdobywczyni drugiego miejsca w X Factor Australia, Sally Chatfield, uznała Craiga za osobę, która najbardziej wpłynęła na nią pod kątem muzycznym i była jej inspiracją.
Craig mówi o sobie jako o ateiście, na którego chrześcijaństwo miało jednak duży wpływ, szczególnie w muzyce. Twierdzi, że jego muzyka jest uduchowiona dzięki temu, że jego kariera muzyczna rozpoczęła się od śpiewania w chórze gospel. Craig wspomina także, że wszystko, co wie o muzyce zawdzięcza swojej babci, Ruth Lyons.
Hollywood Music Magazine napisał o nim: ten facet jest legendą, a jeśli jeszcze go nie słyszeliście, to gdzie wyście byli.

## Życie prywatne
Jego byłą dziewczyną jest youtuberka zajmująca się zwierzętami, Taylor Nicole Dean z którą mieszkał w Teksasie. Para zerwała ze sobą z powodu uzależnienia Craiga od heroiny, po tym gdy kobieta trafiła na odwyk.